# CD Sete de Setembro
CD Sete de Setembro is een Braziliaanse voetbalclub uit Dourados in de staat Mato Grosso do Sul, ook bekend als Sete de Dourados. 

## Geschiedenis
De club werd opgericht in 1994. In 2005 werd de club kampioen van de tweede klasse van het Campeonato Sul-Mato-Grossense en promoveerde zo naar de hoogste klasse. In het eerste seizoen bij de elite kon een degradatie net vermeden worden. Na een middelmatig seizoen kon de club ook in 2008 de degradatie net vermijden. In 2012 bereikte de club voor het eerst de kwartfinales om de titel en verloor daar van Chapadão. In 2013 vlogen ze er tegen CENE uit. In 2014 en 2015 miste de club de kwalificatie voor de tweede ronde. In 2016 kon de club zich wel kwalificeren en nadat ze Chapadão en Operário uitschakelden speelden ze de finale tegen Comercial. Sete won beide wedstrijden en werd zo voor het eerst staatskampioen. Na het seizoen 2019 trok de club zich terug uit de competitie. 

## Erelijst
Campeonato Sul-Mato-Grossense
2016